# TVP Polonia
A TVP Polonia (anteriormente conhecida como TV Polonia) é o canal internacional da Telewizja Polska (TVP). O canal está disponível em vários países ao redor do mundo via cabo ou satélite. Ele também é transmitido sem criptografia através de vários satélites.

## Distribuição
A transmissão via Astra 19.2°E teve início em 2005, mas foi encerrada em 31 de dezembro de 2014 por motivos econômicos.[carece de fontes?]
Os direitos da rede nas Américas foram distribuídos pela empresa canadense Spanski Enterprises, sob um acordo de 25 anos que vigorou de 13 de dezembro de 1994 a 14 de dezembro de 2019. Em 2016, o Tribunal Distrital dos Estados Unidos para o Distrito de Columbia considerou a TVP culpada de violação de direitos autorais, com base nas acusações da Spanski de que a TVP oferecia episódios de streaming de seus programas sem bloqueio geolocalizado em seu site doméstico – infringindo os direitos exclusivos que haviam sido licenciados para a Spanski e registrados pela empresa no Escritório de Direitos Autorais dos Estados Unidos.